# 西镇李氏墓
西镇李氏墓，位于中国河北省邢台市西镇村，为邢台市临城县的一个省级文物保护单位，类型为古墓葬，公布时间为1993年7月15日。
西镇李氏墓的历史年代为齐。